# Scarboro Foreign Mission Society
Die Scarboro Foreign Mission Society (lat.: Societas Scarborensis pro Missionibus ad Exteras Gentes, Ordenskürzel: SFM) ist ein katholischer, kanadischer Orden für die Mission.

## Geschichte

### Anfänge
Der Gründer des Ordens war der kanadische Priester John Mary Fraser (1877–1962), der seit 1902 im Apostolischen Vikariat Zhejiang in China gearbeitet hatte. Sein Anliegen war es, für das anglophone Kanada eine ähnliche Missionsgesellschaft zu schaffen wie die Société des Missions-Étrangères für das frankophone Kanada, die etwa zur gleichen Zeit entstand und schließlich 1921 förmlich gegründet wurde. Nachdem Fraser 1918 aus China zurückgekehrt war, schuf er, unterstützt von Erzbischof Charles-Hugues Gauthier von Ottawa, in Almonte das China Mission College als Seminar zur Ausbildung von Missionaren für die Chinamission. Als Stiftungstag gilt der 9. November 1918, der letzte Tag einer an Allerheiligen begonnenen Novene für das Gelingen des Werks. Im Dezember 1918 begann die Ausbildung der angehenden Missionare. Binnen eines Jahres hatten sich John Mary Fraser drei Priester und neun Seminaristen angeschlossen. Im Oktober 1919 erschien die erste Ausgabe der Monatszeitschrift China. Publication of China Mission College (ab 1924: China. Publication of China Mission Canada).
1920 wurde der erste Absolvent des China Mission College in die damalige Republik China entsandt. Der Zustrom junger Männer war so stark, dass das China Mission College schon nach zwei Jahren überfüllt war. 1921 wurde das Seminar nach Scarborough (bei Toronto) verlegt. Auch der zweite Standort erwies sich bald als zu klein. Erzbischof Neil McNeil von Toronto ermöglichte den Kauf eines großen Anwesens, ebenfalls in Scarborough, unweit der Scarborough Bluffs. 1923/1924 wurde dort ein großes Missionsseminar gebaut und nach dem Chinamissionar Francisco de Xavier St. Francis Xavier China Mission Seminary genannt. Der Ort des Mutterhauses ging auch in den Namen der von John Mary Fraser angeregten und aus dem Missionsseminar entstandenen Missionsgesellschaft ein.

### Die China-Mission
1925 erteilte Propaganda Fide der Scarboro Foreign Mission Society die kirchenrechtliche Anerkennung „ad experimentum“ und wies den kanadischen Missionaren die Apostolische Präfektur Chuchow mit Sitz in Lishui als Missionsgebiet zu. Die Präfektur wurde 1937 zum Apostolischen Vikariat Lishui erhoben.
1940 erfolgte die definitive Anerkennung der Missionsgesellschaft als Institut päpstlichen Rechts. Im Jahr darauf wählte das erste Generalkapitel John McRae zum Generaloberen.
Nachdem die japanische Armee im Zweiten Japanisch-Chinesischen Krieg 1942 in das Gebiet des Apostolischen Vikariates Lishui vorgedrungen war, war es nicht mehr möglich, dorthin Missionare zu entsenden. So wurden die Absolventen des Missionsseminars in Scarboro 1943 in die Dominikanische Republik geschickt, die erste Mission der Missionsgesellschaft außerhalb von China.
Nach dem Ende des Zweiten Weltkrieges nahmen die Missionare ihre Arbeit in China wieder auf. Doch schon bald beeinträchtigte der Chinesische Bürgerkrieg mehr und mehr die Tätigkeit der Missionare. 1952 wurden fast alle von ihnen aus der Volksrepublik China ausgewiesen.
Pater Louis Arthur Venadam SFM und Pater Paul Kam SFM wurden 1952 verhaftet; Pater Louis Arthur Venadam wurde 1954 freigelassen, Pater Paul Kam kam 1958 in einem chinesischen Gefängnis ums Leben.

### Missionen in der zweiten Hälfte des 20. Jahrhunderts
Nachdem die Volksbefreiungsarmee 1949 im Chinesischen Bürgerkrieg gesiegt hatte, konnte die Scarboro Foreign Mission Society keine Missionare nach China mehr entsenden. Da die Dominikanische Republik als „Ausweichmission“ zu klein erschien, beschloss der Generalrat, in Japan, in der Karibik und in Lateinamerika Missionen aufzubauen, sofern die dortigen Ortsbischöfe sie dazu einladen würden. So entstanden Missionen unter anderem in Japan (1948–2005), Guyana (1953–2017), in den Bahamas (1954–2012), in den Philippinen (1955–2009), in St. Vincent und den Grenadinen (1957–1991), Brasilien (seit 1961), Panama (1962–2010), St. Lucia (1965–1989), Peru (1980–1993), Nicaragua (1984–1991) und Ecuador (1993–2010). Die Zeitschrift China änderte demgemäß ihren Namen in Scarboro Missions. Kurzzeitig bestanden auch Missionen in einigen afrikanischen Ländern.
1968 erreichte die Society die höchste Mitgliederzahl in ihrer Geschichte: 161 Priester, dazu die Novizen und Studenten, die sich auf die Mission vorbereiteten. In den 1970er Jahren gingen die Berufungen drastisch zurück. Seit den 1990er Jahren musste eine Mission nach der anderen geschlossen werden.

### 21. Jahrhundert
Die Gemeinschaft zählt heute (September 2018) nur noch 26 Mitglieder. Nur in der Dominikanischen Republik und in Brasilien sind noch Scarboro Missionare tätig. Seit 2017 ist Jack Lynch der Generalobere des Ordens, als Nachfolger von Brian Swords.
2017 beschloss das Generalkapitel, die Kongregation aussterben zu lassen, das heißt: keine neuen Mitglieder mehr aufzunehmen, sondern Interessenten an andere Missionsorden zu verweisen, und keine Laienmissionare mehr auszusenden.
Das Mutterhaus wurde verkauft. Aus dem Erlös wurde unter anderem das John Mary Fraser Institute for Practical Theology am Regis College der University of Toronto gegründet. Im November 2018, genau 100 Jahre nach der Gründung, zogen die meisten der verbliebenen Patres in das Altenheim Presentation Manor in Scarborough, zusammen mit alten Ordensschwestern und Patres anderer Kongregationen.